# Републикански път III-601
Републикански път IIІ-601 е третокласен път, част от републиканската пътна мрежа на България, преминаващ изцяло по територията на област Кюстендил. Дължината му е 27,9 км.
Пътят се отклонява наляво при 22,6 км на Републикански път I-6 на околовръстния път, северно от град Кюстендил и се насочва на север през Кюстендилската котловина. Преминава през село Соволяно и през село Драговищица, където достига долината на река Драговищица (десен приток на Струма) и завива на северозапад. Изкачва се по десния бряг на реката, като преминава последователно през селата Горановци и Долно Уйно и достига до границата с Република Сърбия при ГКПП Олтоманци.
При 21,6 км, в село Долно Уйно надясно се отделя Републикански път III-6012 (23,6 км) през селата Горно Уйно, Долни Коритен, Горни Коритен и Уши до село Трекляно.
| Пътища, отклоняващи се надясно (населено място, № на пътя, посока на пътя) | Км   | Пътища, отклоняващи се наляво (посока на пътя, № на пътя, населено място) |
| -------------------------------------------------------------------------- | ---- | ------------------------------------------------------------------------- |
| Община Кюстендил, I-6, 22,6 км ←                                           | 0,0  | ← 22,6 км, I-6, Община Кюстендил                                          |
| с. Соволяно                                                                | 4,7  | → с. Соволяно, общински път (за с. Мазарачево)                            |
| (за с. Николичевци) общински път, с. Соволяно ←                            | 5,3  | с. Соволяно                                                               |
|                                                                            | 6,4  | → общински път (за селата Ломница и Кършалево)                            |
| (от 54 км на II-63) III-637, 68,2 км, с. Драговищица →                     | 9,6  | с. Драговищица                                                            |
| (за с. Злогош) общински път, с. Горановци ←                                | 12,9 | с. Горановци                                                              |
| (до с. Трекляно) III-6012, 0 км, с. Долно Уйно ←                           | 21,6 | с. Долно Уйно                                                             |
|                                                                            | 22,5 | → общински път (за с. Режинци)                                            |
| граница с Република Сърбия, ГКПП Олтоманци                                 | 27,9 | ГКПП Олтоманци, граница с Република Сърбия                                |